# Stereo Spécial
Stereo Spécial was een Vlaams radioprogramma dat van 2008 tot 2009 op Radio Donna werd uitgezonden.

## Concept
De show werd 's avonds tussen acht en elf uur uitgezonden door Ben Roelants en Thibaut Renard. De eerste uitzending was op 21 januari 2008. Nadat de zender opgeheven werd gingen beide presentatoren aan de slag bij MNM, weliswaar niet meer samen.

## JAWOHL oder NEINties
In principe elke dag was er JAWOHL oder NEINties. In deze rubriek kozen Ben en Thibaut twee nummers uit de jaren 90. Luisteraars konden via sms kiezen welk nummer gedraaid werd.

## Wedstrijden
Soms moesten de kandidaten iets bizars doen voor een prijs.
Voorbeelden:
- Wordt voor één dag secretaresse bij Stereo Spécial.
- Stereo Spécial wast witter dan wit! (Win tickets voor Sensation White)
- Win een date met Darth Vader.
- Win een date met De Drie (Date met de drie mensen van de eerste reclamespot van de nieuwe donna (2008).
- Win je rijbewijs

## Linguasong
Ben en Thibaut vertaalde in het eerste seizoen samen een actuele hit. Ze deden dit door alles zin per zin te vertalen, terwijl het nummer op de achtergrond speelde. Twee nummers waarbij ze dit bijvoorbeeld deden waren Timbaland's "Scream" en "4 Minutes (To Save The World)" door Madonna en Justin Timberlake.

## De Google top 5
Elke week was er de Google top 5. Ben en Thibaut maakte elke week de vijf meest bezochte trefwoorden bekend.

## Joycestick
Elke week kwam Joyce Beullens langs om een computerspel uit te proberen en daar haar mening over te geven. 